# Wishful Drinking
«Wishful Drinking» — песня американских кантри-музыкантов Ингрид Эндресс и Сэма Ханта, вышедшая 2 августа 2021 года в цифровом формате на лейбле Warner Nashville в качестве лид-сингла её второго студийного альбома Good Person. На кантри-радио кантри она появилась 13 декабря 2021 года. Эндресс написала песню в соавторстве с Джонни Прайсом, JP Saxe, Lucky Daye и Rykeyz и спродюсировала её вместе с Джорданом Шмидтом.

## История
«Wishful Drinking» — это первый дуэт между артистами. Эндресс заявила в пресс-релизе: «Я никогда раньше не делала ничего подобного „Wishful Drinking“, я всегда хотела поработать с Сэмом и давно являюсь его поклонницей. Я восхищаюсь тем, как он остается верен себе, и очень рада, что он присоединился ко мне для моей первой коллаборации. Песня была написана в соавторстве с моим другом JP Saxe, и получился удивительный грустный боп, который, как мы все знаем, я люблю». Хант сказал: «Я услышал музыку Ингрид некоторое время назад и сразу понял, что она очень талантливая певица и автор песен, я встретил её не так давно на игре в кикбол в спортивной лиге Нэшвилла, и мне очень понравилось с ней познакомиться. Когда появилась возможность участвовать в написании этой песни вместе с ней, я был полностью согласен». Лорен Джо Блэк из Country Now описала песню как «историю о паре, которая пытается пережить расставание и думает друг о друге, когда выпивает».

## Отзывы
Композиция, в целом, была одобрительно встречена музыкальными экспертами и обозревателями. Луана Харуми из журнала V Magazine написала, что песня «представляет собой трогательную кантри-поп балладу, в которой идеально сочетаются мягкая подача Эндресс и хриплый вокал Сэма Ханта». Келли Брики из Sounds Like Nashville отметила, что песня «крутится с современным кайфом, в котором смешиваются умные линии с сильным ритмом на льду для звука, который легко ложится на душу».

## Музыкальное видео
Музыкальное видео было выпущено 2 августа 2021 года и снято в коктейльном клубе «Фламинго» в Нашвилле, штат Теннесси. В клипе использованы «винтажная мода и глэм 70-х» и показано, как Эндресс и Хант «исполняют песню из другого конца комнаты, а затем встают, чтобы спеть на небольшой сцене в баре».

## Чарты
| Чарт (2021–2022)                  | Высшая позиция |
| --------------------------------- | -------------- |
| Канада (Billboard Country)        | 18             |
| США (Billboard Hot 100)           | 47             |
| США (Billboard Country Airplay)   | 6              |
| США (Billboard Hot Country Songs) | 11             |

## Сертификации
| Регион                                                                      | Сертификация | Продажи |
| --------------------------------------------------------------------------- | ------------ | ------- |
| Канада (Music Canada)                                                       | Золотой      | 40 000  |
| США (RIAA)                                                                  | Золотой      | 500 000 |
| Данные о продажах + прослушиваниях приведены только на основе сертификации. |              |         |